# Sender Oberböhringen
Der Sender Oberböhringen ist eine Sendeanlage des Südwestrundfunks (ehemals des Süddeutschen Rundfunks) zur Ausstrahlung von Hörfunkprogrammen. 

## Standort
Der Sender befindet sich im Bad Überkinger Ortsteil Oberböhringen, vier Kilometer westlich des Stadtzentrums von Geislingen an der Steige. Hauptsächlicher Versorgungsbereich sind die Stadt Geislingen sowie das obere und mittlere Filstal, da diese von den Grundnetzsendern in Stuttgart und Aalen nur unzureichend abgedeckt werden.
Der Standort wurde 1951 für das zweite Hörfunkprogramm des SDR in Betrieb genommen, 1954 folgte das erste SDR-Hörfunkprogramm auf UKW. Der Fernseh-Füllsender für das Erste Fernsehprogramm wurde 1975 als Ergänzung zu einem bereits bestehenden Umsetzer am Fuße des Tegelbergs eingerichtet. Seit 1994 nutzen private Hörfunkveranstalter die Frequenz 105,4 MHz vom Standort Oberböhringen.
Als Antennenträger kommt heute ein 50 Meter hoher, freistehender Betonmast zum Einsatz. Die analoge Fernsehverbreitung wurde im November 2008 eingestellt. 
Die TV-Ausstrahlung, welche seit Oktober 2009 in der alten DVB-T Technik als Füllsender erfolgte wurde aufgrund der bundesweiten Umstellung des Antennenfernsehens auf DVB-T2 am 24. Oktober 2018 vollständig eingestellt. Da die DVB-T2 Technik eine insgesamt verbesserte Versorgungsleistung bereitstellt, wurde am Standort Oberböhringen auf eine Umstellung verzichtet. Die TV-Versorgung übernimmt der auf DVB-T2 umgestellte  Grundnetzsender Aalen.

## Frequenzen und Programme

### Analoger Hörfunk (UKW)
| Frequenz (MHz) | Programm               | RDS PS   | RDS PI                | Regionalisierung  | ERP (kW) | Antennendiagramm rund (ND)/gerichtet (D) | Polarisation horizontal (H)/vertikal (V) |
| -------------- | ---------------------- | -------- | --------------------- | ----------------- | -------- | ---------------------------------------- | ---------------------------------------- |
| 93,0           | SWR1 Baden-Württemberg | SWR1_BW_ | D301                  | –                 | 0,5      | ND                                       | H                                        |
| 88,5           | SWR Kultur             | SWR_Kult | D3A2                  | Baden-Württemberg | 0,5      | ND                                       | H                                        |
| 95,5           | SWR3                   | __SWR3__ | D3A3                  | Württemberg       | 0,5      | ND                                       | H                                        |
| 107,9          | SWR4 Baden-Württemberg | _SWR4_S_ | D904                  | Stuttgart         | 0,1      | ND                                       | H                                        |
| 105,4          | Antenne 1              | ANTENNE1 | D80A (regional), D30A | Göppingen         | 1        | ND                                       | H                                        |

### Digitales Radio (DAB+)
DAB+ wird in vertikaler Polarisation und im Gleichwellenbetrieb mit anderen Sendern ausgestrahlt.
| Block                       | Programme (Datendienste) | ERP (kW) | Antennen- diagramm rund (ND), gerichtet (D) | Polarisation horizontal (H)/ vertikal (V) | Gleichwellennetz (SFN) |
| --------------------------- | --- | -------- | ------------------------------------------- | ----------------------------------------- | --- |
| 5C DRDeutschland (D__00188) | DAB+ Block der Media Broadcast: - Absolut relax (72 kbps) - Dlf (104 kbps) - Dlf Kultur (112 kbps) - Dlf Nova (104 kbps) - DRadio DokDeb (48 kbps) - Energy Digital (72 kbps) - ERF Plus (64 kbps) - Klassik Radio (72 kbps) - Radio Bob (72 kbps) - Radio Horeb (48 kbps) - Radio Schlagerparadies (64 kbps) - Schwarzwaldradio (64 kbps) - sunshine live (72 kbps) - DRadio Daten (32 kbps Daten) - EPG Deutschland (16 kbps Daten) - TPEG (16 kbps Daten) - TPEG_MM (16 kbps Daten) | 2        | ND                                          | V                                         | - Baden-Württemberg: Aalen, Baden-Baden (Fremersberg), Bad Mergentheim, Blauen, Brandenkopf, Donaueschingen, Feldberg im Schwarzwald, Freiburg (Vogtsburg-Totenkopf), Geislingen (Oberböhringen), Großerlach (Hohe Brach), Heidelberg (Königstuhl), Heilbronn (Schweinsberg), Hochrhein (Rickenbach), Hornisgrinde, Pforzheim (Schömberg-Langenbrand), Raichberg, Ravensburg (Höchsten), Reutlingen, Stuttgart (Frauenkopf), Ulm (Kuhberg) - Bayern: Amberg (Hirschau), Aschaffenburg (Pfaffenberg), Augsburg (Hotelturm), Bad Tölz (Gaißach), Bamberg (Geisberg), Büttelberg, Brotjacklriegel, Dillberg, Grünten, Herzogstand, Hochberg (Traunstein), Hoher Bogen, Inntal (Ebbs), Ingolstadt (Gelbelsee), Kreuzberg/Rhön, Landshut (Altdorf), München (Olympiaturm), Nennslingen (Büchelberg), Nürnberg, Oberammergau, Ochsenkopf, Passau, Pfänder, Pfaffenhofen, Pfarrkirchen, Pfronten, Regensburg (Hohe Linie), Unterringingen, Untersberg, Wendelstein (Bayrischzell), Würzburg (Frankenwarte) - Berlin: Berlin (Alexanderplatz), Berlin (Scholzplatz) - Brandenburg: Bad Belzig, Booßen, Brandenburg/Havel, Calau, Casekow, Cottbus, Eisenhüttenstadt, Petkus, Pritzwalk, Templin - Bremen: Bremen (Walle), Bremerhaven-Schiffdorf - Hamburg: Hamburg (Moorfleet), Hamburg (Heinrich-Hertz-Turm) - Hessen: Bad Hersfeld (Rimberg), Biedenkopf (Sackpfeife), Fulda (Hummelskopf), Frankfurt (Europaturm), Gelnhausen (Schnepfenkopf), Gießen (Dünsberg), Großer Feldberg, Hardberg, Hohe Wurzel, Hoher Meißner, Kassel (Habichtswald), Mainz-Kastel - Mecklenburg-Vorpommern: Garz (Rügen), Güstrow, Malchin, Neubrandenburg-Süd, Rostock (Toitenwinkel), Röbel, Schwerin (Zippendorf-Gr.Dreesch), Torgelow, Wismar/Rüggow, Züssow - Niedersachsen: Aurich-Popens, Braunschweig (Broitzem), Braunschweig (Drachenberg), Cuxhaven-Stadt, Dannenberg, Göttingen (Bovenden-Osterberg), Hannover (Telemax), Lingen, Lüneburg-Neu Wendhausen, Molbergen-Peheim, Osnabrück (Bramsche-Schleptruper Egge), Hildesheim (Sibbesse), Steinkimmen, Uelzen, Visselhövede, Wilhelmshaven - Nordrhein-Westfalen: Aachen (Karlshöhe), Bielefeld (Hünenburg), Bonn (Venusberg), Dortmund (Florianturm), Düsseldorf (Rheinturm), Eggegebirge, Herscheid, Hochsauerland (Hunau), Hürtgenwald-Großhau, Köln (Colonius), Langenberg, Lügde-Rischenau (Köterberg), Minden (Jakobsberg), Münster (Fernmeldeturm), Schöppingen, Siegen-Süd, Wesel - Rheinland-Pfalz: Bad Kreuznach (Schanzenkopf), Bad Marienberg (Westerwald), Bornberg, Daun (Eifel), Edenkoben (Kalmit), Heckenbach-Schöneberg (Ahrweiler), Idar-Oberstein, Kaiserslautern, Kettrichhof, Koblenz (Kühkopf), Trier (Petrisberg) - Saarland: Merzig-Merchingen, Saarbrücken (Schoksberg) - Sachsen: Chemnitz, Dresden, Geyer, Leipzig, Löbau, Neustadt, Oschatz, Schöneck, Zwickau Ost - Sachsen-Anhalt: Brocken, Burg, Dequede, Petersberg, Pettstädt (Weißenfels), Schneidlingen, Wittenberg - Schleswig-Holstein: Bungsberg, Flensburg, Heide, Helgoland, Hennstedt, Kiel (Kronshagen), Lübeck (Stockelsdorf), Schleswig, Niebüll (Süderlügum), Westerland (Sylt) - Thüringen: Bleßberg (Sonneberg), Erfurt-Hochheim, Gera, Inselsberg, Jena (Oßmaritz), Kulpenberg, Saalfeld (Remda), Lobenstein (Sieglitzberg), Weimar (Ettersberg) |
| 9D SWR BW N (D__00234)      | DAB+ Block des SWR - SWR1 BW (112 kbps) - SWR Kultur (128 kbps) - SWR3 (Rheinland bis Bodensee) (112 kbps) - SWR4 HN (Studio Heilbronn) (112 kbps) - SWR4 KA (Studio Karlsruhe) (112 kbps) - SWR4 MA (Studio Mannheim) (112 kbps) - SWR4 S (Studio Stuttgart) (112 kbps) - SWR4 UL (Studio Ulm) (112 kbps) - SWR Aktuell (72 kbps) - DASDING (112 kbps) - EPG (24 kbps) - TPEG (16 kbps)                                                                                               | 2        | ND                                          | V                                         | Aalen, Baden-Baden (Merkur), Bad Mergentheim (Am Kettenwald), Buchen (Odenwald), Ettlingen (Wattkopf), Hardberg, Heidelberg (Königstuhl), Heidenheim-Osterholz, Heilbronn (Weinsberg), Herbrechtingen, Langenbrand, Mannheim-Oststadt, Mühlacker, Murgtal (Draberg), Geislingen (Oberböhringen), Schwäbisch Gmünd, Stuttgart (Fernsehturm), Stuttgart (Funkhaus), Waldenburg (Friedrichsberg), Wertheim |
| 11B OAS BW (D__00201)       | DAB+ Block der ON AIR support GmbH: - Antenna BW (72 kbps) - Antenne 1 (72 kbps) - baden.fm (72 kbps) - bigFM (72 kbps) - Die Neue 107.7 (72 kbps) - die neue welle (72 kbps) - Energy Stuttgart (72 kbps) - Donau 3 FM (72 kbps) - egoFM (72 kbps) - Hitradio Ohr (72 kbps) - Radio 7 (72 kbps) - Radio Regenbogen (72 kbps) - Rock FM (72 kbps) - Das Neue Radio Seefunk (72 kbps) - Radio Teddy (72 kbps) - Radio Ton (72 kbps)                                                     | 2,8      | ND                                          | V                                         | Aalen, Alpirsbach, Bad Mergentheim, Baden-Baden (Merkur), Baiersbronn, Blauen, Brandenkopf, Donaueschingen, Freiburg (Schönberg), Forbach, Geislingen (Oberböhringen), Heidelberg (Königstuhl), Heilbronn (Schweinsberg), Hochrhein (Rickenbach), Hornisgrinde, Karlsruhe (Grünwettersbach), Kempten, Kreuzwertheim, Lahr (Schutterlindenberg), Langenburg, Mudau, Pfänder, Pforzheim (Langenbrand), Raichberg, Ravensburg (Höchsten), Reutlingen, Schramberg/Sulgen-Süd, Stuttgart (Frauenkopf), Tuttlingen (Witthoh), Ulm (Kuhberg) |

### Eingestellte TV-Ausstrahlungen
Am 24. Oktober 2018 wurde der TV-Sendebetrieb aufgrund der Abschaltung der alten DVB-T Technik eingestellt.

#### Digitales Fernsehen (DVB-T)
Bis zur Abschaltung wurden die nachfolgenden TV-Programme im Gleichwellenbetrieb (SFN) mit anderen Sendestandorten ausgestrahlt:
| Kanal | Frequenz (MHz) | Multiplex                            | Programme im Multiplex                                                                                                   | ERP (kW) | Antennendiagramm rund (ND) gerichtet (D) | Polarisation horizontal (H) vertikal (V) | Modulations- verfahren | FEC | Guard- intervall | Bitrate (Mbit/s) | SFN                                                                             |
| ----- | -------------- | ------------------------------------ | --- | -------- | ---------------------------------------- | ---------------------------------------- | ---------------------- | --- | ---------------- | ---------------- | ------------------------------------------------------------------------------- |
| 59    | 778            | ARD Digital (SWR)                    | - Das Erste (SWR) - ARTE - Phoenix - One                                                                                 | 2        | ND                                       | H                                        | 16-QAM (8-k-Modus)     | 2/3 | 1/4              | 13,27            | Geislingen-Oberböhringen, Aalen                                                 |
| 50    | 706            | ARD regional (SWR) Baden-Württemberg | - SWR Fernsehen Baden-Württemberg - hr-fernsehen - Bayerisches Fernsehen Süd (Schwaben/Altbayern) - WDR Fernsehen (Köln) | 2        | ND                                       | H                                        | 16-QAM (8-k-Modus)     | 2/3 | 1/4              | 13,27            | Geislingen-Oberböhringen, Aalen, Heilbronn-Weinsberg, Waldenburg-Friedrichsberg |
| 23    | 490            | ZDFmobil                             | - ZDF - 3sat - ZDFinfo - KiKA/ZDFneo                                                                                     | 2        | ND                                       | H                                        | 16-QAM (8-k-Modus)     | 2/3 | 1/4              | 13,27            | Geislingen-Oberböhringen, Aalen, Heilbronn-Weinsberg, Waldenburg-Friedrichsberg |

#### Analoges Fernsehen (PAL)
Vor der Umstellung auf DVB-T diente der Sendestandort für analoges Fernsehen:
| Kanal | Frequenz (MHz) | Programm        | ERP (kW) | Sendediagramm rund (ND)/ gerichtet (D) | Polarisation horizontal (H)/ vertikal (V) |
| ----- | -------------- | --------------- | -------- | -------------------------------------- | ----------------------------------------- |
| 10    | 210,25         | Das Erste (SWR) | 0,01     | D                                      | H                                         |